# Вальтер Вессель
Вальтер Вессель (нім. Walter Wessel; 21 квітня 1892 — 20 липня 1943) — австрійський та німецький воєначальник, генерал-лейтенант вермахту. Кавалер Лицарського хреста Залізного хреста з дубовим листям.

## Біографія
Учасник Першої світової війни. Після демобілізації армії залишений в рейхсвері. Служив в піхоті, з 1 жовтня 1937 року — командир 3-го батальйону 15-го піхотного полку 29-ї мотопіхотної дивізії. Учасник Польської кампанії. З 1 жовтня 1939 року — командир свого полку. Учасник Французької кампанії і Німецько-радянської війни. 19 вересня 1941 року поранений і вирушив на лікування. З 15 січня 1942 року — командир 12-ї танкової дивізії. З 1 березня 1943 року — начальник штабу інспектора танкових військ. Загинув в автокатастрофі.

## Нагороди
- Залізний хрест 2-го і 1-го класу
- Нагрудний знак «За поранення» в чорному
- Почесний хрест ветерана війни з мечами
- Медаль «За вислугу років у Вермахті» 4-го, 3-го, 2-го і 1-го класу (25 років)
- Застібка до Залізного хреста 2-го і 1-го класу
- Лицарський хрест Залізного хреста з дубовим листям
  - лицарський хрест (15 серпня 1904)
  - дубове листя (№ 76; 17 січня 1942)
- Штурмовий піхотний знак в сріблі
- Медаль «За зимову кампанію на Сході 1941/42»